# 한-UAE 군사협력협정
한-UAE 군사협력협정은 한국과 UAE가 군사분야에 대한 상호 협력을 합의한 협정(MOU)이다.

## 역사
2006년 11월, 노무현 정부가 아랍에미리트와 최초의 군사협력 협정을 체결했다.‘한-아랍에미리트 정부간의 군사협력에 관한 협정’이다.
2009년, 한국이 바라카 원자력 발전소 사업을 수주했다.
한국의 아랍에미리트(UAE) 원자력발전사업 수주에는 한-UAE 군사협력 약속도 큰 영향을 미친 것으로 알려졌다.
2009년 11월 17~20일, 23~26일, 김태영 국방부 장관이 2차례나 극비리에 UAE를 방문해 양국 간 군사협력을 강화하는 군사교류협력 협정(MOU)에 서명했다.
2018년 1월 17일, 국회 국방위원회 소속 정의당 김종대 의원은 2009년 12월 UAE와의 군사협정에 정식 서명한 것은 김태영 국방부 장관이 아닌 유명환 외교부 장관이었으며, 이명박 대통령이 이에 개입했다고 주장했다.

## 양해각서
2009년, UAE가 한국산 원전을 수주하며 요구한 것은 상호방위조약(Treaty)이었다.
한국이 이를 들어줄 수 없게 되자 국회의 비준을 받지 않는 비밀협정(Agreement) 형식으로 다시 초안을 교환했다.
비밀 협정은 외교부 입장에서는 도저히 수용할 수 없는 내용이어서 양국은 서명하지 못했고, 발효도 되지 않았다. 그래서 협정보다 더 낮은 수준의 비밀양해각서(MOU, Memorandum of Understanding)로 하기로 했는데, 원전 수주 후에도 MOU 체결이 지연되다가 박근혜 정부 초기 와서야 체결이 됐다.

## 내용
UAE는 김태영 국방장관과의 협의 과정에서 마일즈 교전장비를 이용한 교육훈련시스템 구축, 항만방어체계, 공군 조종사 양성훈련 등을 희망한 것으로 알려졌다.
양국 간 군사협력에는 유사시 군사적 지원까지 포함하는 것으로 알려졌다.
이 외에 한국 정부가 원전 플랜트 공사장을 보호할 수 있는 한국군 경비 병력 또는 이에 버금가는 시설 설치와 전자기기를 무력화하는 전자기펄스(EMP)폭탄, 미사일, 무인정찰기 등과 같은 핵심무기 기술의 이전을 약속한 것으로 알려졌다.

### 자동개입조항
김종대 의원은 UAE와 체결한 MOU의 내용에 대해선 "한국과 UAE가 한미 동맹 수준에 버금가는 연합 군사지휘체계를 구성하고, 유사시 UAE에 우리 군을 파병하기로 했다"며 "공동의 군사계획과 작전 교리도 작성하기로 했다"고 밝혔다.
2018년 1월, 김태영 전 국방장관은 "UAE와 유사시 한국군 자동 개입 조항이 포함된 군사협정을 맺을 때 내가 책임지고 비공개 협약으로 하자고 했다"면서 사실상 군사협정이 있었다고 인정했다.
한국과 원전 수주를 경쟁했던 프랑스를 비롯해 미국, 영국, 호주 등도 UAE와 자동개입 내용을 담은 협정을 체결했다.
그러나, 미국이 일본, 호주, 필리핀과 맺고 있는 동맹조약에도 자동개입조항은 포함되어 있지 않다.
이승만 대통령은 한국이 침략을 받을 경우 미국이 자동적으로 개입하는 내용을 「상호방위조약」에 포함시킬 것을 요구했다. 그러나 미국은 미국 의회가 전쟁선포권을 갖고 있다는 이유를 들어 자동개입 조항 삽입에 반대했다. 미국은 조약은 미국 상원의 비준을 받아야 하기 때문에 한국과의 「상호방위조약」에 자동개입 조항이 포함될 경우 상원의 비준을 받기 어려울 것이라는 이유를 내세워 한국을 설득했다. 결국 「한미상호방위조약」은 자동개입조항 없이 체결되었다.
2018년 1월, 나경원 의원은 "그 군사협정을 하지 않았으면 사실상 우리가 프랑스를 이기고 원전을 수주하기 어려웠다"고 주장했다.

## 우주협력
인공위성 우주발사체는 탄도미사일과도 관련이 있는 기술이다.
한국과 손잡고 인공위성을 개발한 UAE 우주산업은 군집 위성 등 다양한 인공위성 개발과 인공위성 이동 발사체 개발까지 이어질 것으로 전망된다.
2023년 1월 15일, 과학기술정보통신부와 UAE 우주청은 '우주탐사와 이용에 관한 협력 양해각서' 개정 합의서에 서명했다. 기존에 약속했던 우주과학기술 활용과 우주 법·규제·정책 의견 교환, 인력개발 등에 △평화적 목적 우주탐사 △인공위성 통신·항법 △지구 관측 △우주과학기술 실험·검증 △우주데이터 교환 △지상국 활용 △발사·서비스 협력 △우주상황 인식과 우주교통관제 등이 추가됐다.

## 같이 보기
- 바라카 원자력 발전소
- 아크 부대
- 대한민국-아랍에미리트 비밀협정 체결 논란
- 상호군수지원협정